# Bárid mac Oitir
Bárid mac Oitir (nórdico antiguo: Barðr Óttarsson, m. 914) caudillo hiberno-nórdico del reino vikingo de Mann que encabezó la defensa de la isla y se enfrentó en batalla naval contra los vikingos invasores de Ragnall ua Ímair, donde cayó en combate. Los anales citan que su flota fue prácticamente aniquilada.
La batalla se considera la primera meción indiscutible de la presencia vikinga en Mann.
Algunos historiadores han querido identificar a Bárid como hijo de Ottir Iarla, pero la mayoría lo considera improbable por la estrecha vinculación de Ottir con Ragnall ua Ímai.